# Нікуліно (Подольський міський округ)
Ніку́ліно (рос. Никулино) — присілок у складі Подольського міського округу Московської області, Росія.

## Населення
Населення — 140 осіб (2010; 150 у 2002).
Національний склад (станом на 2002 рік):
- росіяни — 95 %